# Pioneer LaserActive

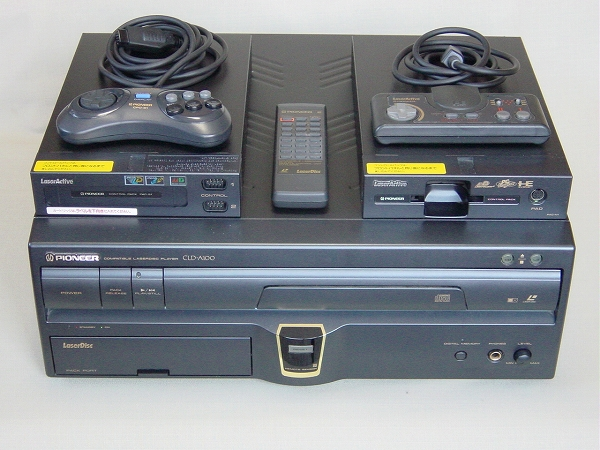
Pioneer CLD-A100 con los módulos PAC-S1 y PAC-N1.

El Pioneer LaserActive fue un híbrido de reproductor Laserdisc y videoconsola lanzado por Pioneer en 1993. Reproducía laserdiscs de vídeo Japón/EE. UU. sin necesidad de ningún módulo. Mediante módulos opcionales (llamados PAC por Pioneer) se ampliaba el hardware para incluir nuevas funcionalidades, entre ellas compatibilidad con la Sega Mega Drive/Genesis y la NEC PC Engine/TurboGrafx-16, siendo capaz de ejecutar tanto los juegos basados en cartucho/HuCard como los basados en CD. Además se publicaron juegos en formato mega ld-megadrive ld romrom o ld rom2-pcengine que requerían de la presencia de uno de estos módulos, en realidad los módulos se encargaban de los gráficos 2d así como menús flechas o indicadores y el ld de los vídeos fotos música y efectos.
Se lanzaron 2 modelos de laseractive, el Pioneer cld-a100 y Nec hizo su propio modelo, el laseractive ld-rom2, este apareció en a finales de 1993 en Japón, realmente el aparato es 99.9% igual al de Pioneer, solamente había cambios estéticos y en el frontal en el botón reset ponía nec en vez de reset, y arriba a la izquierda laserdiscactive en vez de Pioneer, la diferencia más grande es que podía incluir en un pack el módulo ld-1, con el módulo en el pack salió al precio de 128 000 yenes, por separado eran 89 800 y el laser active era 39 000 y el módulo, la versión que venía con el pack del módulo ld-1 tenía pequeñas diferencias con la que comprabas por separado, solamente estéticas.
El laseractive ldrom2 aunque es 100% el mismo al de Pioneer esta mucho más valorado que este por haber salido muchas menos unidades al mercado, nunca haber aparecido en Usa y ser más exclusivo.

## Modelos
Todos los sistemas son NTSC. Ninguna compañía lanzó un modelo adaptado al mercado PAL. Ambos sistemas soportan los módulos PAC.

### Pioneer CLD-A100
El Pioneer CLD-A100 fue lanzado en Japón el 20 de agosto de 1993 con un precio inicial de 89.800 Yens, y en los Estados Unidos el 13 de septiembre de 1993 con un precio de 970 dólares, la versión nec nunca salió de Japón sin el módulo lp1. 
Es capaz de reproducir CD audio de 3 y 5 pulgadas, CD Video, CD Video LD y Laserdisc de 12 y 8 pulgadas. Utiliza un láser semiconductor de 780 nm. Mediante los módulos adicionales puede reproducir CD+G y juegos en CD-ROM y ldrom.
La carcasa de metal negro tiene forma cuadrada de 420 x 390,5 x 145 mm y un peso de 7,8 kg (17 libras 3 onzas) sin módulos adicionales. La fuente de alimentación interna de 120 Voltios AC, 60 Hz y 47 vatios tiene el cable embutido en la carcasa. En el frontal formando una hilera presenta un botón de POWER, un botón PACK RELEASE (para liberar el módulo insertado), un botón PLAY/STILL con un led, la bandeja de LaserDisc y dentro de ella la bandeja de CD. En la esquina superior derecha están dos botones redondos de apertura / cierre de la bandeja de CD y LD. Bajo el botón de POWER está el LED de stanby y debajo el espacio de módulos, cubierto por una tapa. Al fondo del espacio está la ranura de conexión (conector de borde de tarjeta en el módulo, slot en el equipo). En el centro bajo la bandeja de CD está el botón de RESET para los juegos ejecutados desde los módulos, y bajo esta el sensor infrarrojo del mando a distancia. En la esquina inferior derecha, botón e indicador LED de DIGITAL MEMORY (activa funciones especiales en discos CAV y CLV), jack de conexión de auriculares y rueda de control de volumen de auriculares. En la trasera a la izquierda cable de la fuente de alimentación; a la derecha, dos minijack para conectar un cable de un sistema de control remoto, conector RCA de salida de vídeo, segundo conector de vídeo, conector minijack de alimentación y conector RCA de audio mono (en estos tres puede conectarse un modulador de TV NTSC VHF JA-RF3L), conjunto de dos parejas de conectores RCA de audio estéreo, y conector óptico de salida digital de sonido.

### NEC PcE-LD1
El NEC PcE-LD1 es un clon licenciado del sistema, fabricado y comercializado por NEC Corporation en Japón como parte del acuerdo con Pioneer junto con la fabricación de su modelo con los anagramas propios de nec. 

## Módulos
La lectura de los soportes ópticos a los que dan acceso los módulos se realiza por el lector principal Laserdisc. Los tres PAC añaden soporte de CD+G, utilizado sobre todo en karaoke. Se indica entre paréntesis el modelo oficial americano/japonés.

### Sega PAC (PAC-S10/PAC-S1)
Pioneer Electronics (USA) y Sega Enterprises lanzan este módulo que permite a los usuarios jugar con los juegos de la Sega Mega Drive en formato cartucho y los juegos Sega Mega-CD en formato CD-ROM (además de todos los soportador por el Mega CD). Además añade los Mega LD discs, LD-ROMs de 12 pulgadas con juegos específicos para el módulo. Fue la ampliación más extendida, comprada por la mayoría de usuarios LaserActive, pese a su precio de unos 600 dólares / 39.000 Yens. Presenta en el frontal un ranura de cartucho Megadrive y dos tomas DE-9 de Joystick Megadrive. Viene acompañada de un gamepad Sega SJ-6000 de seis botones idéntico al normal de 6 botones de sega, pero con un logotipo dorado de Pioneer LaserActive.
Si se utiliza un Master System Converter, además da acceso a casi todos los juegos de la Sega Master System. La versión 1 requiere que se extraiga de su cubierta de plástico (lo que permite además usar los juegos 3D) mientras que los demás pueden usarse directamente.

### NEC PAC (PAC-N10/PAC-N1)
Pioneer Electronics (USA) y NEC Home Electronics lanzaron este módulo que permite a los usuarios jugar con los juegos de la PC Engine / TurboGrafx 16 en formato HuCard, CD-ROM2 y Super CDrom2. Además añade los LD-ROM2, LD-ROMs de 12 pulgadas con juegos específicos para el módulo. Este PAC es uno de los más valorados hoy, y sus juegos en LaserDisc son algo más difíciles de encontrar que los megald, como aliciente algunos salieron con denominación mayores 18 años, cosa nunca vista en consolas, muy común en ordenadores japoneses, aunque más que nada eran eróticos y con vídeos de imagen real de japonesas famosas. El modelo japonés es incapaz de ejecutar HuCards americanas y viceversa, al igual que pasa con la pcengine. Esto se debe a que NEC impuso una regionalización invirtiendo los pines centrales (15-17 y 19-23, mientras que el 18 es tierra) entre las HuCard japonesas y americanas, cosa no muy importante al tener las hucard americanas mucha censura y cambios todos a peor, además de "occidentalizar" o, lo que es lo mismo, estropear portadas y juegos (en las consolas fabricadas por NEC para USA esto se solucionaba mediante un adaptador, mientras que las japonesas requerían modificar el hardware). El precio era también de unos 600 dólares / 39.000 yens/ 45000 pesetas en su día. Presenta una ranura para la HuCArd y a la derecha el conector Mini-DIN de 8 pines para el gamepad. Se entrega un gamepad oficial, pero serigrafiado con un logotipo dorado de Pioneer LaserActive.
Curiosamente en el módulo pcengine se pone con la ilustración de la tarjeta mirando hacia arriba y en el pack megadrive se inserta el cartucho con la ilustración mirando hacia abajo.

### Karaoke PAC (PAC-K10/PAC-K1)
Este PAC permite al CLD-A100 utilizar todos los títulos LaserKaraoke NTSC. El panel frontal dispone de dos entradas de micrófono con controles de volumen separados, así como control de tono. El precio de venta fue de 350 dólares / 20.000 Yens, en su día 22000 pesetas.

### Computer Interface PAC (PAC-PC1)
Este PAC presenta un puerto serie RS-232 con conector DB-25 lo que permite que el CLD-A100 sea controlado por programas de terceros ejecutándose en ordenadores compatible IBM PC o Apple Macintosh. El PAC incluye un mando a distancia infrarrojo de 33 botones que proporciona mayores funcionalidades que el de 24 botones que viene de serie con el CLD-A100. Incluye también disquetes en formato DOS y Mac con el LaserActive Program Editor. Los disquetes incluyen algunos programas de ejemplo creados con el editor para su uso con los cinco primeros LaserDiscs de la serie de anime Tenchi Muyō!.

### LaserActive 3-D Goggles (GOL-1)
Estas gafas se usan junto con varios de los juegos 3-D que se publicaron para el CLD-A100. El diseño es compatible con el de las gafas usadas en la Sega Master System (utilizan el mismo minijack) y pueden usarse también con ese sistema y viceversa. Sin embargo, si se usa un adaptador de Master System las gafas deben de conectarse directamente al adaptador de Sega.

### 3-D Goggles Adaptor (ADP-1)

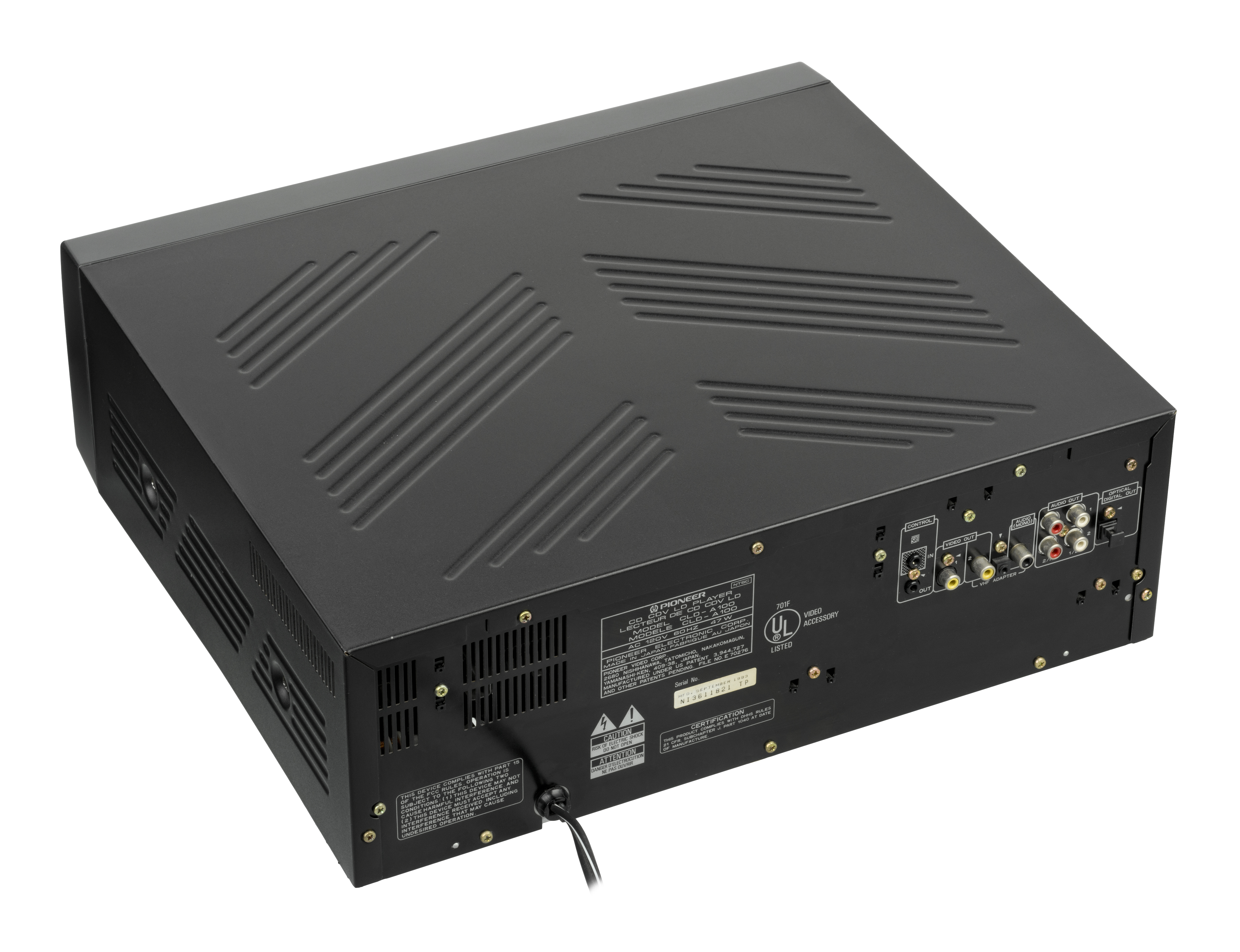
los puertos de atrás de la consola

Se vende por separado de las gafas y permite conectar hasta 2 gafas al CLD-A100, con lo que se da soporte a dos usuarios a la vez.

## Software
No existen los juegos nativos de LD Rom, son para el módulo PC Engine o el Mega Drive, sin ninguno de estos el LaserActive es un laserdisc común y corriente en todas sus funciones.
La capacidad en formato LD Rom tanto para cualquiera de los 2 packs es 540 Megas+60 minutos de audio.
| Título                            | Región(es) | Módulos        | Lanzamiento | Catálogo  |
| --------------------------------- | ---------- | -------------- | ----------- | --------- |
| 3-D Museum                        | USA        | Sega           | 1994        | PEASU1012 |
| 3D Virtual Australia              | Japón      | Sega           |             | PEASJ5042 |
| Akuma no Shinban                  | Japón      | NEC            |             | PEANJ5003 |
| Angel Mate                        | Japón      | NEC            |             | PEANJ5002 |
| Back To The Edo                   | Japón      | Sega           |             | PEASJ5021 |
| Bi Ryojon Collection              | Japón      | NEC            | 1994        | PEANJ5025 |
| Bi Ryojon Collection II           | Japón      | NEC            |             | PEANJ5028 |
| Don Quixote                       | USA        | Sega           |             | PEASU5022 |
| The Demon's Judgment              |            |                |             |           |
| Dora Dora Paradise                | Japón      | NEC            |             | PEANJ5005 |
| Dr. Paolo No Totteoki Video       | Japón      | Sega           |             | PEASJ5030 |
| Ghost Rush!                       | USA        | Sega           |             | PEASU1018 |
| Goku                              | USA        | Sega           |             | PEASU1010 |
| The Great Pyramid                 | USA        | Sega           |             | PEASU5002 |
| The Great Pyramid                 | Japón      | Sega           |             | PEASJ5002 |
| High Roller Battle                | USA        | Sega           | 1993        | PEASU1002 |
| High Roller Battle                | Japón      | Sega           | 1993        | PEASJ1002 |
| Hyperion                          | USA        | Sega           | 1994        | PEASU5019 |
| I Will: The Story of London       | USA        | Sega           | 1993        | PEASU1001 |
| I Will: The Story of London       | Japón      | Sega           | 1993        | PEASJ1001 |
| J.B. Harold - Blue Chicago Blues  | USA        | Sega           |             | PEASU5036 |
| J.B. Harold - Manhattan Requiem   | USA        | NEC            |             | PEANU5004 |
| Manhattan Requiem                 | Japón      | Sega           |             | PEASJ5004 |
| Melon Brains                      | USA        | Sega           |             | PEASU1011 |
| Melon Brains                      | Japón      | Sega           |             | PEASJ1011 |
| Pretty Illusion - Minayo Watanabe |            |                |             |           |
| Pretty Illusion - Yuko Sakaki     |            |                |             |           |
| Pyramid Patrol                    | USA        | Sega           | 1993        | PEASU5001 |
| Pyramid Patrol                    | Japón      | Sega           | 1993        | PEASJ5001 |
| Quiz Econosaurus                  | USA        | NEC            |             | PEANU5001 |
| Road Blaster                      |            |                |             |           |
| Road Prosecutor                   | USA        | Sega           |             | PEASU1033 |
| Rocket Coaster                    | USA        | Sega           | 1993        | PEASU5013 |
| Space Berserker                   | USA        | Sega           |             | PEASU1003 |
| Space Berserker                   | Japón      | Sega           |             | PEASJ1003 |
| Steel Driver                      |            |                |             | PEA????   |
| Time Gal                          | Japón      | Sega           | 1995        | PEASJ5039 |
| Triad Stone                       | USA        | Sega           | 1994        | PEASU5014 |
| Triad Stone                       | Japón      | Sega           | 1994        | PEASJ5014 |
| Vajra                             | USA        | NEC            |             | PEANU1001 |
| Vajra Ni                          | Japón      | NEC, Gafas 3D  | 1994        | PEANJ1016 |
| Virtual Cameraman                 | Japón      | Sega           | 1993        | PEASJ5015 |
| Virtual Cameraman 2               | Japón      | Sega, Gafas 3D | 1994        | PEASJ5020 |
| Zapping TV Satsui                 | Japón      | NEC            | 1994        | PEANJ5023 |

## Competencia en el mercado

### A/V de gama alta (mercado primario)
- Commodore CDTV
- Philips CD-i
- 3DO 3DO Interactive Multiplayer

### Videojuegos (mercado secundario)
- NEC PC Engine con expansión Super CD-ROM
- Super Nintendo Entertainment System
- Sega Mega Drive con Sega Mega-CD
- 3DO 3DO Interactive Multiplayer

### A/V de consumo (mercado secundario)
- Videograbadoras VHS y Betamax